# Karma Sungrab Ngedön Tenpe Gyeltshen

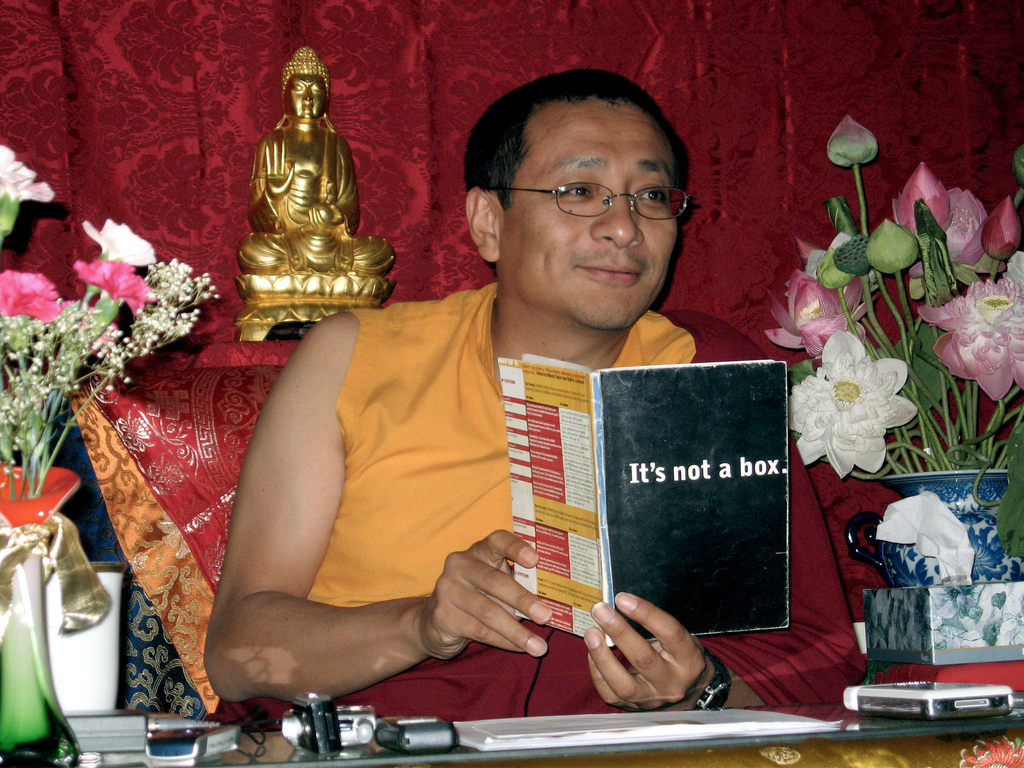
Dzogchen Pönlop Rinpoche

Karma Sungrab Ngedön Tenpe Gyeltshen (tibetisch ཀརྨ་གསུང་རབ་ངེས་དོན་བསྟན་པའི་རྒྱལ་མཚན། Wylie rdzogs chen dpon slob rin po che kar ma gsung rab nges don bstan pa'i rgyal mtshan; * 1965 in Rumtek, Sikkim) ist der 7. Dzogchen Pönlop Rinpoche und ein bedeutender Lama der Nyingma- und Kagyü-Traditionen des tibetischen Buddhismus. Er ist Gründer von Nitartha International und der Nalandabodhi-Vereinigung sowie Direktor des Kamalashila-Instituts und Autor.

## Werke
- Klaus Eiden (Übers.), Hanna Hündorf (Übers.): Geschichte der Karmapas. Kagyü-Dharma-Verlag, Langenfeld/Eifel 2006, ISBN  978-3-933558-02-2
- Brigitte Schnoor (Übers.): Der Geist überwindet den Tod: Das Tibetische Totenbuch für unsere Zeit. Theseus-Verlag, Stuttgart 2009, ISBN 978-3-7831-9539-2
- Michael Wallossek (Übers.): Rebell Buddha: Aufbruch in die Freiheit. O.W. Barth Verlag, München 2011, ISBN 978-3-426-29190-0